# 石林文庙
石林文庙也称路南州文庙，是云南省昆明市石林彝族自治县的一座文庙，位于石林县城石林彝族自治县第一中学校内。

## 历史
路南州文庙始建于明嘉靖三十五年（1556年），由署州事同知周耿兴建。万历二十五年（1597年），知州钟应麟建明伦堂、启胜宫、文昌宫、乡贡名宦祠。此后明清两朝，有多任路南州知州扩建文庙。清咸丰七年（1857年），大部分建筑毁于兵灾，仅存文昌宫。光绪十六年（1890年）知州陈先溶主持在原址重建文庙。1938年，云大附中搬迁到路南，楚图南、张光年等曾在文庙开展抗日民主宣传活动。1967年文化大革命时期，魁星阁、文明坊等多个建筑被毁。1986年6月2日，路南州文庙被路南县人民政府列为县级重点文物保护单位。1987年，昆明市文管会和路南县筹资6万余元，修复大成殿。1994至1995年间，昆明市和路南县政府共拨款五十余万元全面修复文庙古建筑群。2011年，昆明市人民政府将路南州文庙列为昆明市文物保护单位。现由石林彝族自治县第一中学管理使用，部分建筑被作为办公场所。2019年2月，列入第八批云南省文物保护单位。

## 建筑
石林文庙坐北向南，原建筑现存大成门、大成殿、两庑、文昌宫。大成殿五开间，为单檐歇山顶建筑。

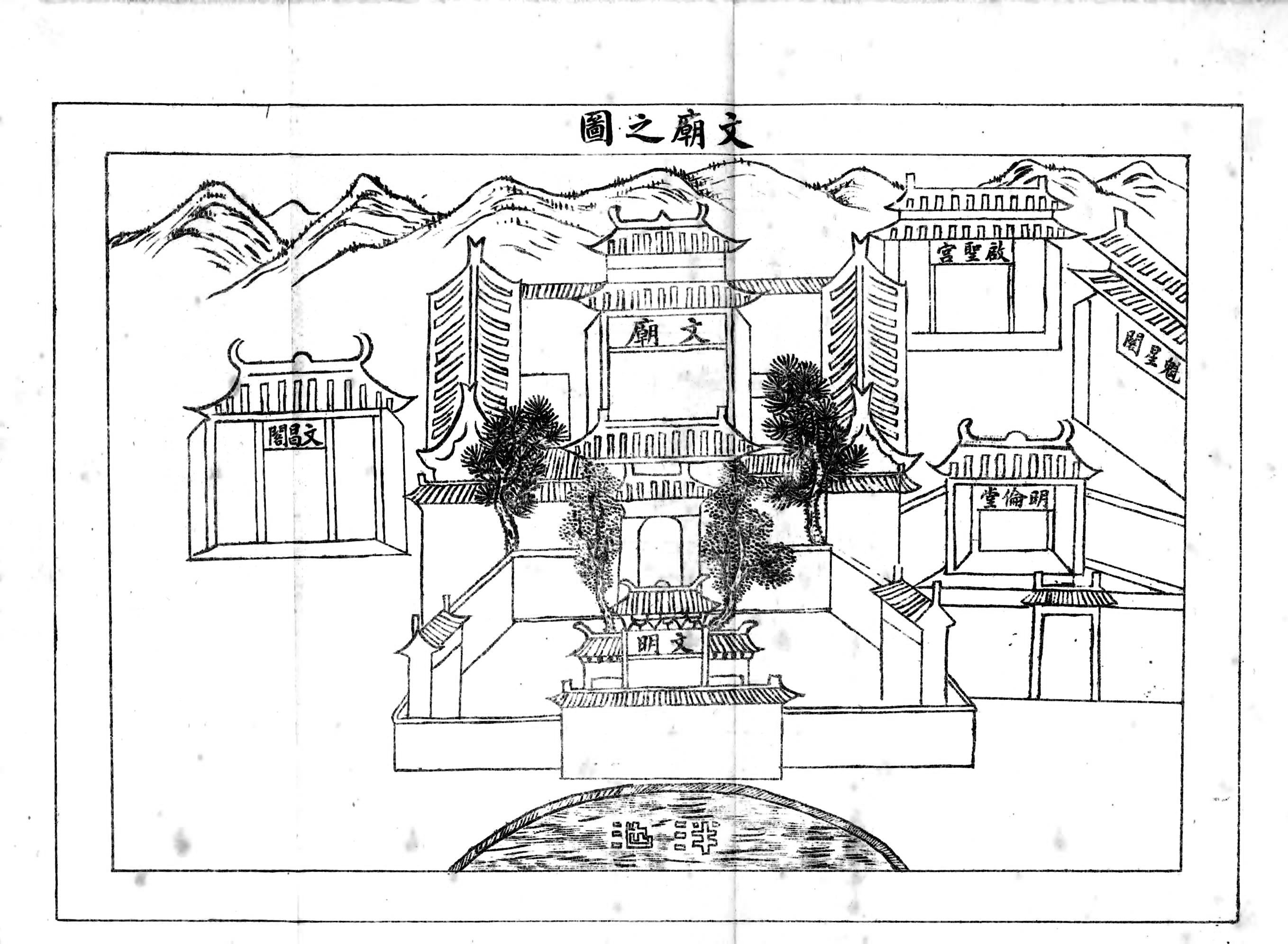
康熙《路南州志》中的“文庙之图”
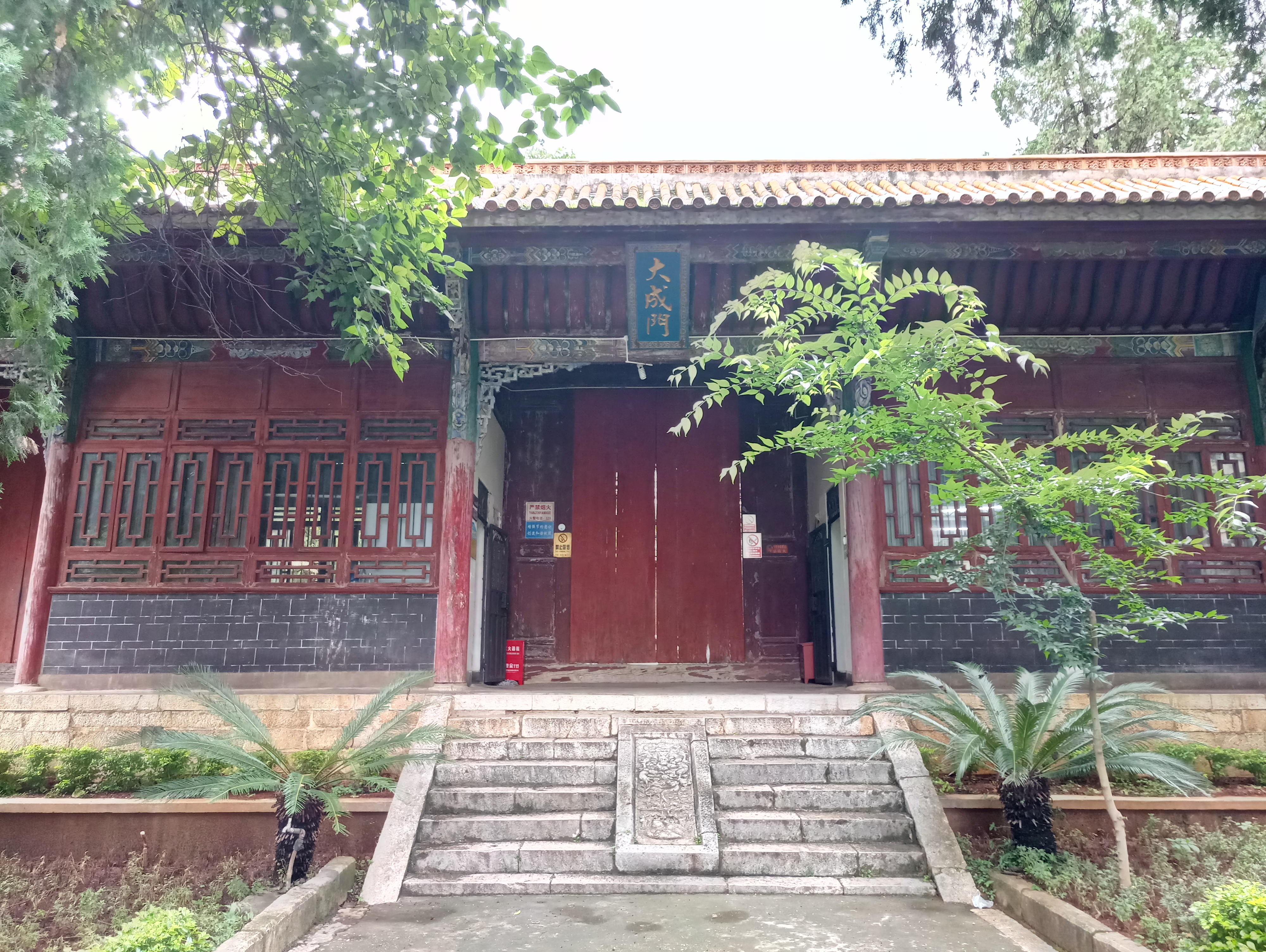
大成门
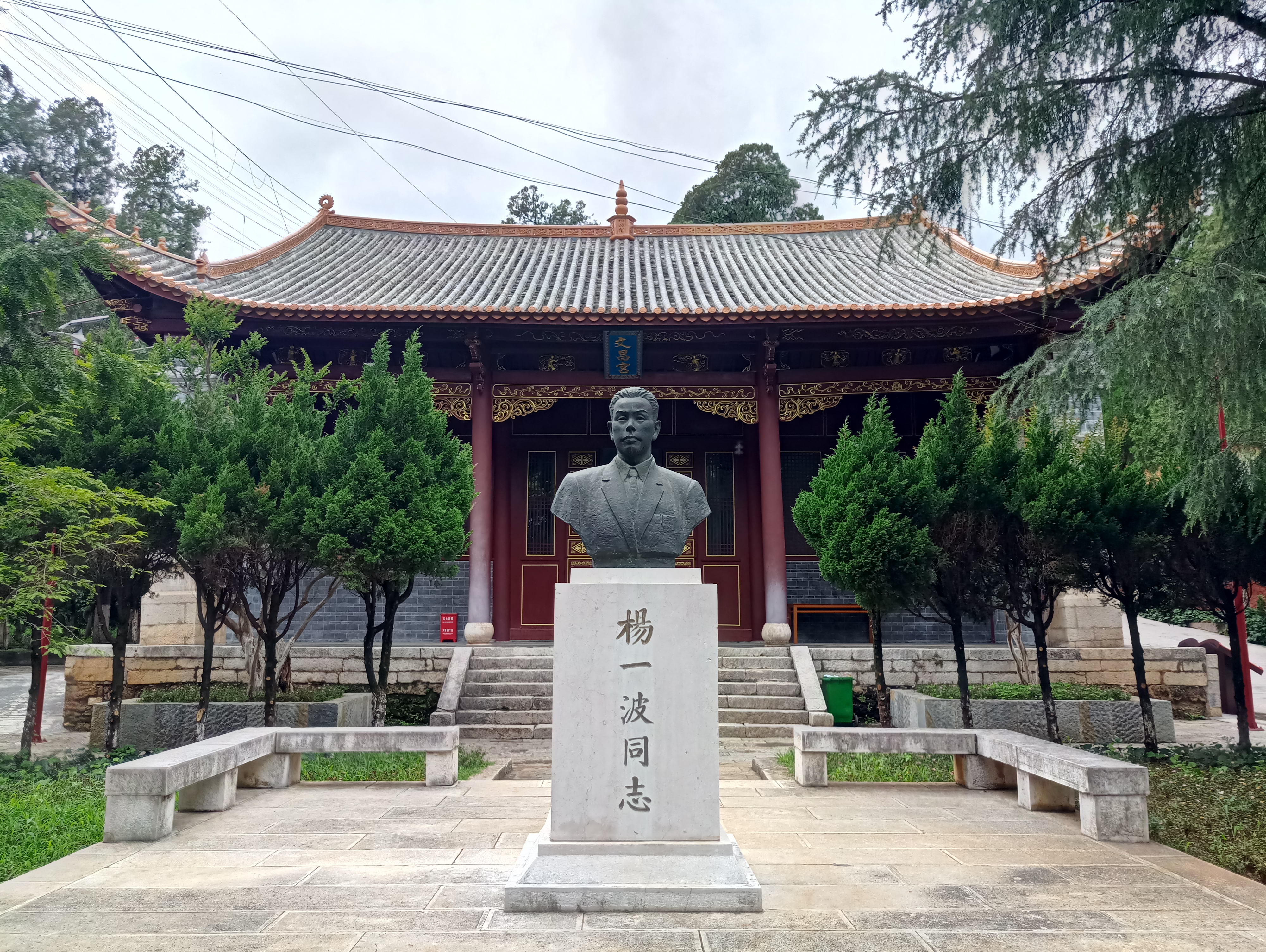
文昌宫